# ملعب فؤاد شهاب
ملعب فؤاد شهاب هو ملعب متعدد الاستخدامات في جونيه، لبنان. 
يستخدم حاليًا لمباريات كرة القدم وكرة السلة، ويشكل ملعب الاستقبال لفريقي الراسينغ بيروت وراسينغ جونيه سابقا. 
يستوعب الملعب حوالي ال5000 شخص متفرج.

## بنية الملعب وتاريخ الإنشاء
في سنة 1964، انتهت الاشغال في الملعب الرياضي، وأبصر المجمع النور تحت اسم "ملعب جونيه البلدي"، وتألّف من ملاعب خارجية وداخلية.
- الملاعب الخارجية: تضمّ ملعباً أخضراً بقياسات قانونية لممارسة لعبة كرة القدم، محاطاً بمضمار اولمبي لألعاب القوى وسباقات الجري وسواها، وعلى جانبه الغربي أُقيم مدرجاً مسقوفاً يتسع لحوالي 7500 متفرج.

- الملاعب الداخلية المقفلة: تحتوي على صالة تصلح لألعاب كرة السلة وكرة الطائرة، مؤلفة من مدرجين يتسعان لحوالي 2000 متفرج جلوساً، و 3500 متفرج وقوفاً، بالإضافة إلى غرف تبديل الملابس ودور المياه والمراحيض الخاصة بالرياضيين والمشاهدين. ويتبع المجمع ساحات ومواقف خاصة لسيارات المتفرجين تتسع لما يزيد على 1500 سيارة.[3]

## الصيانة والتجديد
تعاني كرة القدم اللبنانية إلى حدود معطيات سنة 2019، من أزمة حادة على صعيد البنية التحتية الرياضية خاصة ملاعب كرة القدم التي لا تتوافر بكثرة، مما يضع الاتحاد اللبناني في أزمة خصوصا عند برمجة مباريات البطولة الوطنية، مع عدم وجود ملعب خاص للإتحاد يلجأ إليه عند الضرورة. وتصنف ملاعب كرة القدم في لبنان إلى قسمين: 
- قسم ذو أرضية طبيعية

- قسم آخر مفروش بالعشب الصناعي.

ورغم امتلاك العديد من الأندية في الدرجة الأولى ملاعب خاصة بها، إلا أن قسم منها غير مؤهل لاستضافة مباريات كرة متطورة أو دولية كملاعب فرق الأنصار، النجمة، الصفاء.. أما فريق العهد فيلعب بعض المباريات غير الجماهيرية على ملعبه.
وفي هذا الإطار وقعت اتفاقية تأهيل ملعب فؤاد شهاب بين بلدية جونيه واتحاد كرة القدم اللبناني وذلك بتاريخ السبت 29 نيسان 2017. 
تنص الاتفاقية على تأهيل أرضية ملعب كرة القدم التابع لمجمّع الرئيس فؤاد شهاب الرياضي، الكائن في مدينة جونيه بالعشب الاصطناعي عبر الاتحاد الدولي لكرة القدم(الفيفا).

### الخصائص التقنية للبنية التحتية
- القدرة الاستعابية الإجمالية: - 5000 /7000 متفرج.

ملعب كرة السلة وكرة الطائرة مؤلفة من مدرجين يتسعان لحوالي 2000 متفرج جلوساً.
- المنطقة المغطاة (المظللة): وجود مدرج مسقوف
- موقف الرئاسة:
- حامل المنصة الرئيسية:
- القدرة الاستعابية من الدرجة الأولى:
- منصة الصحافة للمراقبة والتغطية:
- قاعة استقبال الصحافة:
- قاعة المؤتمرات:
- غرفة المقابلة:
- غرفة الصحافة السمعية والبصرية: متوفرة
- غرفة الاتصالات: متاحة
- مكان التعليق للمراسلين والصحفيين والإعلاميين:
- غرف تغيير الملابس للاعبين:
- غرف تغيير الملابس للحكام:
- مركز مختبري للكشف عن المنشطات والمخدرات:
- حيز مخصص الإحماء والتسخينات العضلية (التسخينات للإعداد والتهيئة العضلية) قبل ولوج الملعب: غير متوفر
- مرافق العرض الإلكترونية: غير متوفر
- عدد البوابات:
- الحيز الاستعابي لمواقف السيارات: 1500 سيارة.[6]